# ويليام تشونغ وونغ
ويليام تشونغ وونغ (بالإسبانية: William Chong Wong)‏ هو اقتصادي ومحاسب قانوني معتمد هندوراسي، ولد في 14 أكتوبر 1950 في بورتو كورتيس في هندوراس، وتوفي في 17 يونيو 2018 في تيغوسيغالبا في هندوراس بسبب توقف القلب.